# Nevinní se špinavýma rukama
Nevinní se špinavýma rukama (francouzsky Les innocents aux mains sales) je kriminální filmové drama z roku 1975 režírované Claudem Chabrolem. Předlohou snímku ve francouzsko-italsko-západoněmecké koprodukci se stal román The Damned Innocents (Zcela nevinní), jehož autorem je Richard Neely.
Hlavní postavy manželského páru ztvárnili Romy Schneiderová a americký herec Rod Steiger. Ve francouzských kinech film zhlédlo 553 910 diváků.

## Děj
Atraktivní Julie Wormserová (Romy Schneider) žije se svým starším americkým manželem Louisem (Rod Steiger) v saint-tropezské vile na pobřeží Francouzské riviéry. Její muž má problémy s alkoholem a jako důvod absence intimního života se ženou udává prodělaný infarkt myokardu. Když Julie naváže milostný románek s chudým spisovatelem Jeffem Marlem (Paolo Giusti) ze sousedství, naplánují Lousiovo odstranění a následný společný život.
Manžel tak jednoho večera vypije s alkoholem i léky na spaní a žena jej poté v ložnici omráčí úderem do hlavy. Připravený Jeff přenese bezvládné tělo na loď, kde se ho má zbavit vyhozením přes palubu. Milenec ráno ujíždí do Itálie, kde se bude příští dny skrývat. Oba spiklenci udržují kontakt skrze dopisy. Na palubě lodi policie nalézá stopy krevní skupiny 0, kterou měl také Jeff.
Vyšetřování se ujímá komisař Lamy (François Maistre) společně s pařížským kolegou Villonem (Pierre Santini), který na riviéře tráví dovolenou. Jejich pozornosti neujde podezřelé načasování činů Louise těsně před jeho zmizením, kdy vybral celý bankovní účet a vilu dal do prodeje. Julie se tak ocitá bez prostředků a v zoufalství se obrací na rodinného právníka Thorenta (François Perrot). V Itálii je nalezeno zdemolované vypůjčené auto spisovatele, které sjelo ze srázu do moře. Georgovo tělo se pohřešuje. Vlny ho asi odnesly na otevřené moře. Policie objevuje v jeho saku obálku od Julie, která je datovaná až po zmizení manžela. Na scénu tak přichází výřečný obhájce Albert Légal (Jean Rochefort), právní zástupce Julie, která se nyní stala hlavní podezřelou. Vyšetřovatelům začíná docházet pravděpodobný řetěz událostí.
Jednoho večera Julii doma překvapí stále živý manžel. Vypráví příběh, v němž každou noc špehoval milence a vyslechl také plán na jeho zavraždění. On to byl, kdo inkriminovaný večer omráčil spisovatele, položil jej do postele místo sebe, ale protože neměl dost odvahy na zavraždění člověka, přinutil jej na lodi pouze k sepsání doznání. Skutečnou příčinou neschopnosti vykonat pohlavní styk byla impotence, která však při sledování hrátek své ženy se spisovatelem zmizela.
Louis v napjaté atmosféře několikadenního skrývání po manželce žádá vzájemné odpuštění a začátek nového života na Martiniku. Julie souhlasí a oba zamíří k rodinnému právníkovi pro uložené peníze. Ten starému příteli rozhodnutí rozmlouvá a snaží se jej přesvědčit, že je Julie chladná a vypočítavá. Objevuje se však spisovatel se zbraní v ruce. Louisovi se přitíží a nutně potřebuje první pomoc. Jeff přemlouvá Julii, aby s ním odjela, jak si na začátku pokaženého plánu slibovali. Ta již ale nehodlá opustit manžela. Následně ji venku napadá a policie, která celý poslední vývoj sledovala, ho zadržuje.
Ovdovělá a bohatá žena začíná nový život. V tichu noční vily jakoby však zaslechla své jméno zvolat manželovým hlasem…

## Obsazení
| Romy Schneider       | Julie Wormserová |
| Rod Steiger          | Louis Wormser    |
| Pierre Santini       | komisař Villon   |
| François Maistre     | komisař Lamy     |
| Jean Rochefort       | advokát          |
| Paolo Giusti         | Jeff Marle       |
| François Perrot      | právník Thorent  |
| Hans Christian Blech | soudce           |
| Dominique Zardi      | policejní agent  |